# Meta trivittata
Meta trivittata là một loài nhện trong họ Tetragnathidae.
Loài này thuộc chi Meta. Meta trivittata được Eugen von Keyserling miêu tả năm 1887.